# John Paton (homme politique britannique)
John Paton (8 août 1886 - 14 décembre 1976) est un homme politique du parti travailliste britannique et un député de 1945 à 1964.

## Biographie
Il est né à Aberdeen, son père James Paton est maître boulanger et sa mère Isabella Bruce est couturière. Après avoir quitté l'école à 13 ans, il devient diable d'imprimerie dans ce qui est maintenant l'Aberdeen Press and Journal. Il devient ensuite barbier et dirige son propre établissement jusqu'aux années de guerre. Ses opinions socialistes repoussent ses riches clients et le magasin fait faillite peu après la guerre. Après avoir déménagé à Glasgow, il travaille comme compagnon barbier avant de devenir permanent politique à temps plein pour le Parti travailliste indépendant. il épouse Jessie Thomson de Springburn, Glasgow et ils ont un fils, John. Il s'installe à Londres pour devenir rédacteur en chef du New Leader.
Il est secrétaire général du Parti travailliste indépendant de 1927 à 1933. Il est élu aux élections générales de 1945 comme député de la circonscription à deux sièges de Norwich. Lorsque cette circonscription est divisée lors des élections générales de 1950, il est réélu à la Chambre des communes pour le nouveau siège de Norwich North, qu'il occupe jusqu'à sa retraite aux élections générales de 1964.
Sa seconde épouse Florence Paton est députée de Rushcliffe de 1945 à 1950.